# Mercedes-Benz O 317
Mercedes-Benz O 317 je visokopodni gradski i prigradski autobus njemačkog proizvođača "Mercedes-Benz" koji se proizvodio od 1958. do 1977. godine. Zamijenio ga je autobus serije O 305. "O 317" je bio jedini autobus "Mercedes-Benza" koji je imao motor smješten u prednjem djelu autobusa, između prve i druge osovine. Bio je dostupan u tri verzije:
- Standardni 12 m, 2 ili 3 vrata
- Skraćeni 11,3m, 2 vrata
- zglobni, 3 ili 4 vrata

Za potrbe tržišta bivše SFR Jugoslavije model "O 317" je od 1969. do 1981. godine po licenci "Mercedes-Benza" proizvodila tvornica "FAS 11. oktomvri" Skoplje, Makedonija.